# TiK ToK
TiK ToK is de officiële debuutsingle van de Amerikaanse zangeres Kesha. Het nummer werd op 7 augustus 2009 wereldwijd uitgebracht. In Nederland werd het al snel bekend en de clip was vaak te zien op de televisie. Ook was het nummer vaak te horen op de Nederlandse radio.
In week 43 (19 oktober - 25 oktober) was Tik ToK de TMF Superclip van de muziekzender TMF en de Grandslam van het radiostation SlamFM. In het begin van de song maakt ze een verwijzing naar rapper P. Diddy. Hij zou vervolgens een inspiratiebron geweest zijn voor het liedje. Diddy, die bij toeval producer Dr. Luke opbelde om te vragen of hij nog muzikale samenwerkingen in te vullen had, kreeg te horen over de plaat. Hij besloot nog dezelfde dag naar de studio te komen en heeft de twee zinnen Hey, what up girl? en Let's Go zelf ingesproken. Ook zingt ze dat ze haar tanden poetst met een fles Jack Daniel's. In 2011 maakte ze bekend dat ze dit ook in het echte leven soms doet.
De componisten van het nummer zijn Lukasz Gottwald, Benjamin Levin en Kesha Sebert. Het nummer heeft een AMG pick gekregen.

## Videoclip
Aan het begin van de videoclip ligt Ke$ha in een badkuip. Terwijl een groep kinderen aan het luisteren is naar de radio pakt ze die af en kruipt samen met een man genaamd Barry in een auto en maken pret. Dit blijft echter niet lang duren tot de politie komt, maar hieraan kunnen ze ontsnappen. Dan komt ze in een zaal waar er een feest gehouden wordt. Aan het einde van de clip ligt Ke$ha opnieuw in een badkuip. De videoclip is geregisseerd door Syndrome.

## Hitnotering
| "TiK ToK" in de Nederlandse Top 40 - binnen: 31-10-2009 | "TiK ToK" in de Nederlandse Top 40 - binnen: 31-10-2009 | "TiK ToK" in de Nederlandse Top 40 - binnen: 31-10-2009 | "TiK ToK" in de Nederlandse Top 40 - binnen: 31-10-2009 | "TiK ToK" in de Nederlandse Top 40 - binnen: 31-10-2009 | "TiK ToK" in de Nederlandse Top 40 - binnen: 31-10-2009 | "TiK ToK" in de Nederlandse Top 40 - binnen: 31-10-2009 | "TiK ToK" in de Nederlandse Top 40 - binnen: 31-10-2009 | "TiK ToK" in de Nederlandse Top 40 - binnen: 31-10-2009 | "TiK ToK" in de Nederlandse Top 40 - binnen: 31-10-2009 | "TiK ToK" in de Nederlandse Top 40 - binnen: 31-10-2009 | "TiK ToK" in de Nederlandse Top 40 - binnen: 31-10-2009 | "TiK ToK" in de Nederlandse Top 40 - binnen: 31-10-2009 | "TiK ToK" in de Nederlandse Top 40 - binnen: 31-10-2009 | "TiK ToK" in de Nederlandse Top 40 - binnen: 31-10-2009 | "TiK ToK" in de Nederlandse Top 40 - binnen: 31-10-2009 | "TiK ToK" in de Nederlandse Top 40 - binnen: 31-10-2009 | "TiK ToK" in de Nederlandse Top 40 - binnen: 31-10-2009 | "TiK ToK" in de Nederlandse Top 40 - binnen: 31-10-2009 | "TiK ToK" in de Nederlandse Top 40 - binnen: 31-10-2009 | "TiK ToK" in de Nederlandse Top 40 - binnen: 31-10-2009 | "TiK ToK" in de Nederlandse Top 40 - binnen: 31-10-2009 | "TiK ToK" in de Nederlandse Top 40 - binnen: 31-10-2009 | "TiK ToK" in de Nederlandse Top 40 - binnen: 31-10-2009 | "TiK ToK" in de Nederlandse Top 40 - binnen: 31-10-2009 |
| Week                                                    | 1                                                       | 2                                                       | 3                                                       | 4                                                       | 5                                                       | 6                                                       | 7                                                       | 8                                                       | 9                                                       | 10                                                      | 11                                                      | 12                                                      | 13                                                      | 14                                                      | 15                                                      | 16                                                      | 17                                                      | 18                                                      | 19                                                      | 20                                                      | 21                                                      | 22                                                      | 23                                                      |                                                         |
| ------------------------------------------------------- | ------------------------------------------------------- | ------------------------------------------------------- | ------------------------------------------------------- | ------------------------------------------------------- | ------------------------------------------------------- | ------------------------------------------------------- | ------------------------------------------------------- | ------------------------------------------------------- | ------------------------------------------------------- | ------------------------------------------------------- | ------------------------------------------------------- | ------------------------------------------------------- | ------------------------------------------------------- | ------------------------------------------------------- | ------------------------------------------------------- | ------------------------------------------------------- | ------------------------------------------------------- | ------------------------------------------------------- | ------------------------------------------------------- | ------------------------------------------------------- | ------------------------------------------------------- | ------------------------------------------------------- | ------------------------------------------------------- | ------------------------------------------------------- |
| Nummer                                                  | 29                                                      | 15                                                      | 12                                                      | 10                                                      | 10                                                      | 8                                                       | 6                                                       | 4                                                       | 2                                                       | 2                                                       | 3                                                       | 3                                                       | 4                                                       | 4                                                       | 4                                                       | 7                                                       | 8                                                       | 9                                                       | 11                                                      | 16                                                      | 27                                                      | 36                                                      | 40                                                      | uit                                                     |

| "TiK ToK" in de Vlaamse Ultratop 50 - binnen: 24-10-2009 | "TiK ToK" in de Vlaamse Ultratop 50 - binnen: 24-10-2009 | "TiK ToK" in de Vlaamse Ultratop 50 - binnen: 24-10-2009 | "TiK ToK" in de Vlaamse Ultratop 50 - binnen: 24-10-2009 | "TiK ToK" in de Vlaamse Ultratop 50 - binnen: 24-10-2009 | "TiK ToK" in de Vlaamse Ultratop 50 - binnen: 24-10-2009 | "TiK ToK" in de Vlaamse Ultratop 50 - binnen: 24-10-2009 | "TiK ToK" in de Vlaamse Ultratop 50 - binnen: 24-10-2009 | "TiK ToK" in de Vlaamse Ultratop 50 - binnen: 24-10-2009 | "TiK ToK" in de Vlaamse Ultratop 50 - binnen: 24-10-2009 | "TiK ToK" in de Vlaamse Ultratop 50 - binnen: 24-10-2009 | "TiK ToK" in de Vlaamse Ultratop 50 - binnen: 24-10-2009 | "TiK ToK" in de Vlaamse Ultratop 50 - binnen: 24-10-2009 | "TiK ToK" in de Vlaamse Ultratop 50 - binnen: 24-10-2009 | "TiK ToK" in de Vlaamse Ultratop 50 - binnen: 24-10-2009 | "TiK ToK" in de Vlaamse Ultratop 50 - binnen: 24-10-2009 | "TiK ToK" in de Vlaamse Ultratop 50 - binnen: 24-10-2009 |
| Week                                                     | 1                                                        | 2                                                        | 3                                                        | 4                                                        | 5                                                        | 6                                                        | 7                                                        | 8                                                        | 9                                                        | 10                                                       | 11                                                       | 12                                                       | 13                                                       | 14                                                       | 15                                                       | 16                                                       |
| -------------------------------------------------------- | -------------------------------------------------------- | -------------------------------------------------------- | -------------------------------------------------------- | -------------------------------------------------------- | -------------------------------------------------------- | -------------------------------------------------------- | -------------------------------------------------------- | -------------------------------------------------------- | -------------------------------------------------------- | -------------------------------------------------------- | -------------------------------------------------------- | -------------------------------------------------------- | -------------------------------------------------------- | -------------------------------------------------------- | -------------------------------------------------------- | -------------------------------------------------------- |
| Nummer                                                   | 47                                                       | 32                                                       | 22                                                       | 21                                                       | 20                                                       | 20                                                       | 16                                                       | 9                                                        | 6                                                        | 6                                                        | 5                                                        | 7                                                        | 5                                                        | 4                                                        | 7                                                        | 8                                                        |
| Week                                                     | 17                                                       | 18                                                       | 19                                                       | 20                                                       | 21                                                       | 22                                                       | 23                                                       | 24                                                       | 25                                                       | 26                                                       | 27                                                       | 28                                                       | 29                                                       | 30                                                       | 31                                                       |                                                          |
| Nummer                                                   | 8                                                        | 7                                                        | 10                                                       | 11                                                       | 13                                                       | 13                                                       | 20                                                       | 32                                                       | 15                                                       | 13                                                       | 25                                                       | 34                                                       | 35                                                       | 46                                                       | 49                                                       | uit                                                      |